# Партизанське (Звягельський район)
Партиза́нське — село в Україні, у Піщівській сільській громаді Звягельського району Житомирської області. Населення становить 20 осіб.

## Географія
На околиці села протікає р. Кропивня.

## Історія
Колишні назви села — Кам'янка, Кам'янка-Суховільська, до 1963 року — Кіровка.
У 1906 році село Кам'янка-Суховільська Піщівської волості Новоград-Волинського повіту Волинської губернії. Відстань від повітового міста складала 20 верст, від волості — 14 верст. Налічувалось 43 подвір'ів та 250 мешканців.
7 серпня 2017 року, в ході децентралізації, село увійшло до складу Піщівської сільської громади.